# Discografia dei Jonas Brothers
Questa è la discografia completa del gruppo musicale statunitense Jonas Brothers. Essa comprende 6 album in studio, tre album dal vivo, sei EP, ventisette singoli, ventotto video musicali e cinque colonne sonore.

## Album

### Album in studio
| Anno                                                                              | Dettagli Album                                                                                          | Posizione nelle classifiche | Posizione nelle classifiche | Posizione nelle classifiche | Posizione nelle classifiche | Posizione nelle classifiche | Posizione nelle classifiche | Posizione nelle classifiche | Posizione nelle classifiche | Posizione nelle classifiche | Posizione nelle classifiche | Posizione nelle classifiche | Posizione nelle classifiche | Posizione nelle classifiche | Certificazione                                                             |
| Anno                                                                              | Dettagli Album                                                                                          | USA                         | AUS                         | BEL                         | CAN                         | GER                         | IRL                         | ITA                         | NOR                         | SPA                         | UK                          | ARG                         | MES                         | POR                         | Certificazione                                                             |
| --------------------------------------------------------------------------------- | --- | --------------------------- | --------------------------- | --------------------------- | --------------------------- | --------------------------- | --------------------------- | --------------------------- | --------------------------- | --------------------------- | --------------------------- | --------------------------- | --------------------------- | --------------------------- | -------------------------------------------------------------------------- |
| 2006                                                                              | It's About Time - Data di pubblicazione: 8 agosto 2006 - Formato: CD e download digitale                | 91                          | —                           | —                           | —                           | —                           | —                           | —                           | —                           | —                           | —                           | —                           | —                           | —                           |                                                                            |
| 2007                                                                              | Jonas Brothers - Data di pubblicazione: 7 agosto 2007 - Formati: CD e download digitale                 | 5                           | 43                          | 7                           | 10                          | 19                          | 14                          | 10                          | 20                          | 5                           | 9                           | 1                           | 3                           | 9                           | - CAN: Oro - IRL: Oro - UK: Oro - US: 2× Platino                           |
| 2008                                                                              | A Little Bit Longer - Data di pubblicazione: 12 agosto 2008 - Formati: CD e download digitale           | 1                           | 13                          | 75                          | 1                           | 25                          | 15                          | 2                           | 27                          | 3                           | 19                          | 1                           | 1                           | 27                          | - CAN: 2× Platino - IRL: Oro - NZ: Oro - UK: Oro - US: 2× Platino          |
| 2009                                                                              | Lines, Vines and Trying Times - Data di pubblicazione: 16 giugno 2009 - Formati: CD e download digitale | 1                           | 5                           | 16                          | 1                           | 56                          | 6                           | 7                           | 25                          | 1                           | 9                           | 3                           | 1                           | 3                           | - CAN: Platino - IRL: Oro - ITA: Oro - NZ: Oro - UK: Argento - US: Platino |
| 2019                                                                              | Happiness Begins - Data di pubblicazione: 7 giugno 2019 - Formati: CD e download digitale               | 1                           | 3                           | 8                           | 1                           | 17                          | 4                           | 28                          | 13                          | 3                           | 2                           | —                           | 1                           | 6                           |                                                                            |
| 2023                                                                              | The Album - Data di pubblicazione: 12 maggio 2023 - Formati: CD e download digitale                     | 3                           | 20                          | 40                          | 19                          | 99                          | 55                          | —                           | —                           | 56                          | 3                           | —                           | —                           | —                           |                                                                            |
| "—" l'album non è stato pubblicato in quel Paese o non è entrato nella classifica | |                             |                             |                             |                             |                             |                             |                             |                             |                             |                             |                             |                             |                             |                                                                            |

### Colonne sonore
| Anno | Dettagli Album                                                                                                   | Posizione nelle classifiche | Posizione nelle classifiche | Posizione nelle classifiche | Posizione nelle classifiche | Posizione nelle classifiche | Posizione nelle classifiche | Posizione nelle classifiche | Posizione nelle classifiche | Posizione nelle classifiche | Posizione nelle classifiche | Certificazione                                                     |
| Anno | Dettagli Album                                                                                                   | USA                         | CAN                         | MES                         | GER                         | SPA                         | FRA                         | BEL                         | UK                          | AUS                         | ARG                         | Certificazione                                                     |
| ---- | --- | --------------------------- | --------------------------- | --------------------------- | --------------------------- | --------------------------- | --------------------------- | --------------------------- | --------------------------- | --------------------------- | --------------------------- | ------------------------------------------------------------------ |
| 2008 | Camp Rock - Data di pubblicazione: 20 giugno 2008 - Formati: CD e download digitale                              | 3                           | 2                           | 2                           | 9                           | 2                           | 23                          | 3                           | —                           | 13                          | 1                           | - Certificazione RIAA: platino - Vendite in Inghilterra: 1,257,000 |
| 2009 | Music from The 3D Concert Experience - Data di pubblicazione: 24 febbraio 2009 - Formati: CD e download digitale | 3                           | 9                           | 3                           | —                           | —                           | —                           | —                           | —                           | 92                          | 11                          |                                                                    |
| 2010 | Camp Rock 2: The Final Jam - Data di pubblicazione: 10 agosto 2010 - Formati: CD e download digitale e streaming | 3                           | 4                           | 3                           | 28                          | 4                           | —                           | 10                          | —                           | 58                          | —                           | - Certificazione RIAA: oro - BPI: argento                          |

Oltre a questi due album, hanno realizzato alcune canzoni che fungono da colonna sonora per la serie Jonas di cui sono protagonisti:
| Stagione | Titolo                | Episodio                |
| -------- | --------------------- | ----------------------- |
| 1        | Give Love a Try       | Un nuovo amore per Nick |
| 1        | Pizza Girl            | La ragazza della pizza  |
| 1        | Keep It Real          | Una famiglia normale    |
| 1        | We Got To Work It Out | Il "quarto" Jonas       |
| 1        | Why                   | Emergenza moda          |
| 1        | Blue Danube           | Solo per te             |
| 1        | I Did It All Again    | L'incubo di Nick        |

### EP
| Anno | Titolo |
| ---- | --- |
| 2009 | ITunes Live from SoHo (Jonas Brothers EP) - Data di pubblicazione: 24 febbraio 2009 - Formati: download digitale |
| 2009 | Be Mine - Data di pubblicazione: 20 gennaio 2009 - Formati: CD e download digitale                               |
| 2020 | XV - Data di pubblicazione: 26 ottobre 2020 - Formati CD, vinili, cassette, download digitale                    |

### Album dal vivo
| Anno | Dettagli dell'album |
| ---- | --- |
| 2009 | Live: Walmart Soundcheck - Data di pubblicazione: 10 novembre 2009 - Formati: CD+DVD (venduto in esclusiva al Wal-Mart) e download digitale |
| 2009 | Music from the 3D Concert Experience - Data di pubblicazione: 2009 - Formati: CD                                                            |
| 2013 | Live - Data di pubblicazione: 2013 - Formati: CD                                                                                            |

### Raccolte
- 2019 – Music from Chasing Happiness
- 2023 – The Family Business

### Album video
- 2009 – Jonas Brothers: The 3D Concert Experience

## Singoli
| Anno                                                                              | Singolo                      | Posizione nelle classifiche | Posizione nelle classifiche | Posizione nelle classifiche | Posizione nelle classifiche | Posizione nelle classifiche | Posizione nelle classifiche | Posizione nelle classifiche | Album                         |
| Anno                                                                              | Singolo                      | USA                         | US Pop                      | US Dance                    | AUS                         | UK                          | CAN                         | GER                         | Album                         |
| --------------------------------------------------------------------------------- | ---------------------------- | --------------------------- | --------------------------- | --------------------------- | --------------------------- | --------------------------- | --------------------------- | --------------------------- | ----------------------------- |
| 2005                                                                              | Mandy                        | —                           | —                           | —                           | —                           | —                           | —                           | —                           | It's About Time               |
| 2007                                                                              | Year 3000                    | 31                          | 25                          | —                           | 65                          | —                           | —                           | —                           | It's About Time               |
| 2007                                                                              | Hold On                      | 52                          | 30                          | —                           | —                           | 106                         | —                           | —                           | Jonas Brothers                |
| 2007                                                                              | SOS                          | 17                          | 5                           | —                           | 40                          | 13                          | 50                          | 45                          | Jonas Brothers                |
| 2008                                                                              | When You Look Me in the Eyes | 25                          | 17                          | —                           | 45                          | 30                          | 30                          | —                           | Jonas Brothers                |
| 2008                                                                              | Burnin' Up                   | 5                           | 9                           | —                           | 31                          | 30                          | 14                          | 35                          | A Little Bit Longer           |
| 2008                                                                              | Lovebug                      | 49                          | 37                          | —                           | 85                          | 92                          | 45                          | —                           | A Little Bit Longer           |
| 2009                                                                              | Tonight                      | 8                           | 20                          | —                           | 80                          | —                           | 13                          | —                           | A Little Bit Longer           |
| 2009                                                                              | Paranoid                     | 35                          | 38                          | 10                          | 50                          | 46                          | 37                          | 55                          | Lines, Vines and Trying Times |
| 2009                                                                              | Fly with Me                  | 83                          | —                           | —                           | —                           | —                           | —                           | —                           | Lines, Vines and Trying Times |
| 2013                                                                              | Pom Poms                     | 60                          | —                           | —                           | —                           | 68                          | 57                          | —                           |                               |
| 2013                                                                              | First Time                   | —                           | 34                          | —                           | —                           | —                           | —                           | —                           |                               |
| 2019                                                                              | Sucker                       | 1                           | 2                           | 47                          | 1                           | 4                           | 1                           | 20                          | Happiness Begins              |
| 2019                                                                              | Cool                         | 27                          | 26                          | —                           | 54                          | 39                          | 34                          | —                           | Happiness Begins              |
| 2019                                                                              | Only Human                   | 78                          | 19                          | —                           | —                           | 64                          | 61                          | —                           | Happiness Begins              |
| 2023                                                                              | Wings                        | —                           | —                           | —                           | —                           | —                           | —                           | —                           | The Album                     |
| 2023                                                                              | Waffle House                 | —                           | —                           | —                           | —                           | —                           | —                           | —                           | The Album                     |
| "—" l'album non è stato pubblicato in quel paese o non è entrato nella classifica |                              |                             |                             |                             |                             |                             |                             |                             |                               |

### Altri singoli
| 2006                                                                              | Poor Unfortunate Souls                                   | —  | —  | —   | —  | Colonna sonora de "La sirenetta"                     |
| 2007                                                                              | Kids of the Future                                       | —  | —  | —   | —  | Colonna sonora de "I Robinson-Una famiglia spaziale" |
| 2008                                                                              | We Rock (cast di Camp Rock)                              | 30 | —  | 100 | —  | Colonna sonora di "Camp Rock"                        |
| 2008                                                                              | Play My Music                                            | 18 | 20 | 50  | 60 | Colonna sonora di "Camp Rock"                        |
| 2008                                                                              | This Is Me (Demi Lovato e Joe Jonas)                     | 9  | 1  | 33  | 46 | Colonna sonora di "Camp Rock"                        |
| 2008                                                                              | Gotta Find You (Joe Jonas)                               | 20 | —  | —   | 70 | Colonna sonora di "Camp Rock"                        |
| 2009                                                                              | Keep It Real                                             | -  | —  | —   | —  | Lines, Vines and Trying Times                        |
| 2009                                                                              | Send It On (con Demi Lovato, Miley Cyrus e Selena Gomez) | 20 | —  | —   | —  | Non-album single                                     |
| 2010                                                                              | We Are the World 25 for Haiti (con vari artisti)         | 2  | —  | 50  | —  | Non-album single                                     |
| "—" l'album non è stato pubblicato in quel paese o non è entrato nella classifica |                                                          |    |    |     |    |                                                      |

### Altre canzoni
| Anno | Canzone             | Posizione in classifica | Posizione in classifica | Posizione in classifica | Album                                     |
| Anno | Canzone             | US Hot                  | US Pop                  | US Digital              | Album                                     |
| ---- | ------------------- | ----------------------- | ----------------------- | ----------------------- | ----------------------------------------- |
| 2008 | Can't Have You      | 101                     | —                       | 57                      | A Little Bit Longer                       |
| 2008 | Got Me Going Crazy  | 108                     | —                       | 68                      | A Little Bit Longer                       |
| 2008 | Video Girl          | 114                     | 81                      | —                       | A Little Bit Longer                       |
| 2008 | Shelf               | 118                     | 84                      | —                       | A Little Bit Longer                       |
| 2008 | Sorry               | 120                     | —                       | —                       | A Little Bit Longer                       |
| 2008 | One Man Show        | —                       | 88                      | —                       | A Little Bit Longer                       |
| 2008 | BB Good             | 88                      | 60                      | 39                      | A Little Bit Longer                       |
| 2008 | Pushin' Me Away     | 16                      | 27                      | 2                       | A Little Bit Longer                       |
| 2008 | A Little Bit Longer | 11                      | 23                      | 3                       | A Little Bit Longer                       |
| 2009 | Love Is on Its Way  | 84                      | —                       | 55                      | Jonas Brothers: The 3D Concert Experience |

## Collaborazioni
| Anno | Canzone                         | Artista                 | Album                                                                        | Note |
| ---- | ------------------------------- | ----------------------- | ---------------------------------------------------------------------------- | --- |
| 2007 | "We Got the Party"              | Hannah Montana          | Hannah Montana 2: Rock Star Edition, Jonas Brothers: The Bonus Jonas Edition | Questa canzone è stata interpretata in un episodio di Hannah Montana. |
| 2008 | "This Is Me"                    | Demi Lovato             | Camp Rock, Jonas Brothers: The 3D Concert Experience                         | Questa canzone è contenuta nel film Camp Rock ed è un duetto tra Demi Lovato e Mitchie e Shane dei Jonas Brothers. La canzone è contenuta anche in Jonas Brothers: The 3D Concert Experience.                              |
| 2008 | "On the Line"                   | Demi Lovato             | Don't Forget                                                                 | "On the Line" è un duetto di Lovato con i Jonas Brothers. Questa è una delle sette canzoni che Lovato ha scritto insieme ai Jonas Brothers per il suo album di debutto Don't Forget.                                       |
| 2009 | "Before the Storm"              | Miley Cyrus             | Lines, Vines and Trying Times                                                | Una versione dal vivo di questa canzone è stata registrata durante il tour mondiale dei Jonas Brothers nel 2009 a Dallas, dove Cyrus ha partecipato come ospite ed inserita poi nell'EP della Cyrus The Time of Our Lives. |
| 2009 | "Don't Charge Me For The Crime" | Common                  | Lines, Vines and Trying Times                                                | |
| 2009 | "Hey Baby"                      | Johnny Lang             | Lines, Vines and Trying Times                                                | Johnny Lang suona la chitarra ma non canta. |
| 2010 | "Make A Wave"                   | Joe Jonas e Demi Lovato | Non-Album Song                                                               | I Jonas cantano questo brano insieme alla Lovato presso l'Epcot Center del Walt Disney World in Orlando, FL. |

## Video musicali
| Anno | Titolo                              | Album                                                                |
| ---- | ----------------------------------- | -------------------------------------------------------------------- |
| 2005 | "Mandy"                             | It's About Time                                                      |
| 2006 | "Year 3000"                         | It's About Time / Jonas Brothers                                     |
| 2006 | "Poor Unfortunate Souls"            | Colonna sonora de "La sirenetta"                                     |
| 2006 | "colonna sonora di American Dragon" |                                                                      |
| 2007 | "Kids of the Future"                | Colonna sonora de "I Robinson-Una famiglia spaziale / Jonas Brothers |
| 2007 | "I Wanna Be Like You"               | DisneyMania 5                                                        |
| 2007 | "Hold On"                           | Jonas Brothers                                                       |
| 2007 | "SOS"                               | Jonas Brothers                                                       |
| 2008 | "When You Look Me in the Eyes"      | Jonas Brothers                                                       |
| 2008 | "Burnin' Up"                        | A Little Bit Longer                                                  |
| 2008 | "Lovebug"                           | A Little Bit Longer                                                  |
| 2009 | "Tonight"                           | A Little Bit Longer                                                  |
| 2009 | "Love Is On Its Way"                | Jonas Brothers: The 3D Concert Experience                            |
| 2009 | "BB Good"                           | Jonas Brothers: The 3D Concert Experience                            |
| 2009 | "Paranoid"                          | Lines, Vines and Trying Times                                        |
| 2009 | "Fly with Me"                       | Lines, Vines and Trying Times                                        |
| 2013 | "Pom Poms"                          | Live                                                                 |